# Osmia simplex
Osmia simplex är en biart som beskrevs av Morawitz 1875. Osmia simplex ingår i släktet murarbin, och familjen buksamlarbin. Inga underarter finns listade i Catalogue of Life.